# 류홍 (정치인)
류홍(柳鴻, 1899년~1988년 12월 8일)은 대한민국의 제2·4·6대 국회의원이다. 본관은 고흥. 호는 의당(衣堂)이다.

## 약력
- 서울의 사립 중앙학교 졸업[출처 필요]
- 경성공업고등학교 졸업
- 국민회총본부 재정부장
- 민주당 영등포을구당 위원장
- 민정당 서울시지부위원장
- 민정당중앙당 조직국장
- 민정당중앙상무위원회 의장
- 1948년 5월 10일 대한민국 제헌 국회의원 선거 낙선(서울 영등포구)
- 제2대 국회의원(영등포을) 대한독립촉성국민회
- 제4대 국회의원(영등포을)민주당
- 제6대 국회의원(전국)민정당

## 역대 선거 결과
|  | 23.20% |

|  | 33.72% |

|  | 24.35% |

|  | 38.90% |

|  | 36.89% |

|  | 20.1% |